# Jubilate Deo

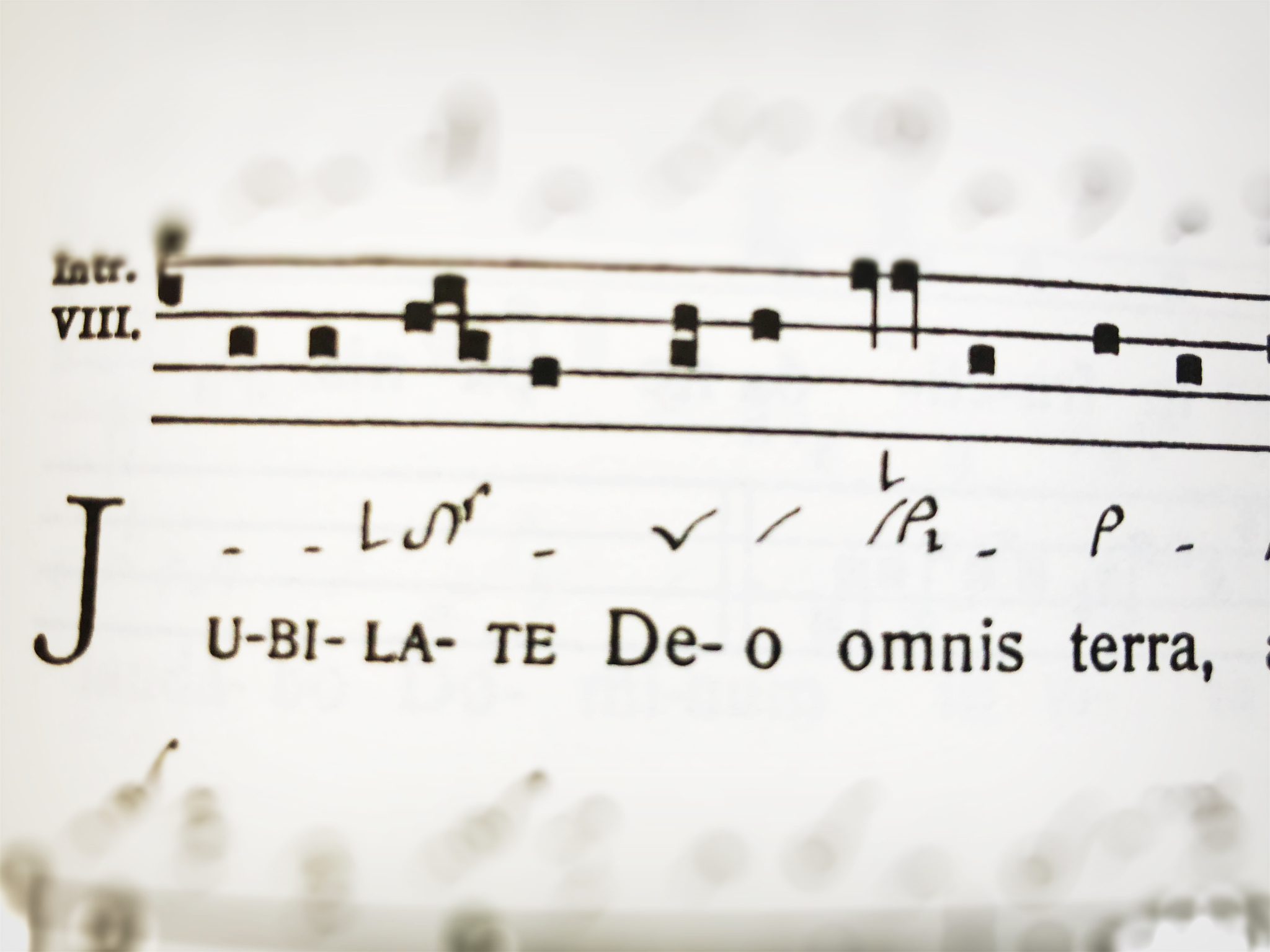
Incipit dell'Introito Jubilate

Jubilate Deo è un introito del tempo pasquale che dà il nome alla Dominica Jubilate. Appartiene alla liturgia della Messa della Dominica tertia Paschae o della Dominica III post Pascha.

## Testo
alleluia,

psalmum dicite nomini ejus: ,

alleluia,

date gloriam laudi ejus:alleluia,(Ps 65,1-2)

alleluia, alleluia.

Dicite deo quam terribilia sunt opera tua

Domine multitudine virtutis tuae

(mentientur tibi inimici tui)(Ps. 65,3)»
alleluia

cantare un inno al suo nome,

alleluia

rendetegli gloria, elevate la gloria (Sal 65, 1-2)

alleluia, alleluia.

Dite a Dio: «Stupende sono le tue opere!,

Dite a Dio: «Stupende sono le tue opere!

(a te si piegano i tuoi nemici). (Sal 65,3).»

## Liturgia

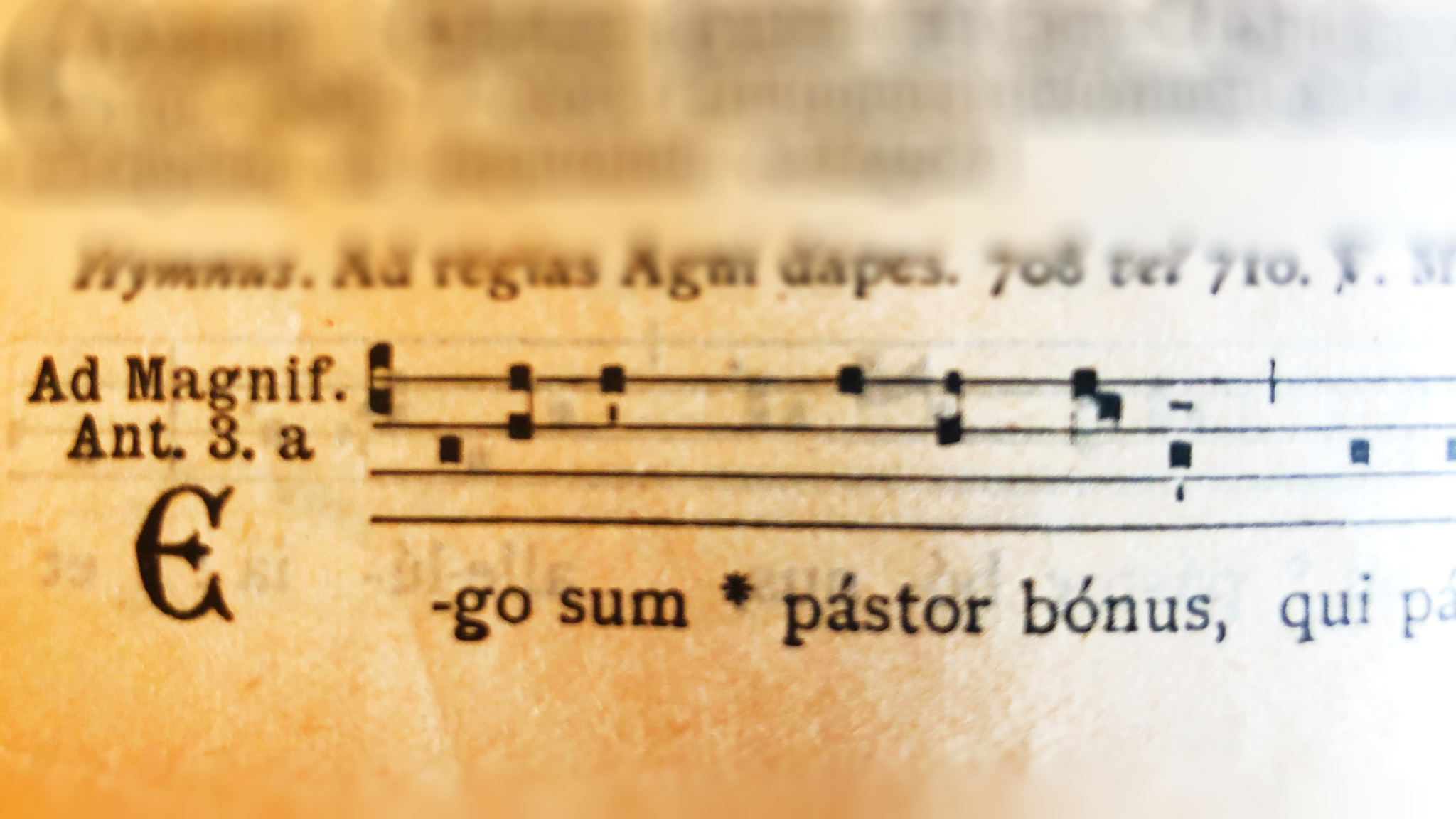
Antifona Ego sum pastor bonus

L'incipit di questo introito gregoriano da il nome a tutta la celebrazione che così diventa la Dominica Jubilate.
Con l'ultima riforma conciliare c'è stato uno spostamento relativo a questo brano gregoriano e alle letture. Nel Vetus ordo Missae, infatti, questo introito è cantato alla Dominica III post Pascha mentre l'ultima riforma liturgica lo ha anticipato alla Dominica tertia Paschae, corrispondente alla Dominica II post Pascha del Vetus ordo Missae in cui si canta Misericordia Domini che, come  Gueranger sottolinea, è popolarmente conosciuta come Domenica del Buon Pastore. Si tratta di un appellativo che deriva dal Vangelo secondo Giovanni: 10,1-21  letto in questa celebrazione, conosciuto appunto come pericope del Buon Pastore in cui Gesù si presenta come: Ego sum pastor bonus,

## Testimonianza di un commentario medievale
Un riferimento e commento a questo introito è presente nella Summa sulla liturgia di Guglielmo di Auxerre:
In duabus precedentibus dominicis ostensum est, quod parui et magni per christi resurrectionem repleti sunt misericordia domini: parui, cum dicitur: "misericordia domini plena est terra", magni, cum dicitur: "uerbo domini celi firmati sunt". In tribus uero sequentibus ante ascensionem ortatur nos ecclesia ad iubilum et exultationem propter christi resurrectionem et ascensionem. Vnde introitus tercie dominice incipit: "iubilate deo". Et sequitur unum alleluia, quia "iubilus est exultatio mentis habita de eternis" et cetera. Soli autem deo iubilandum est.»

## Luteranesimo
La Dominica Jubilate è presente anche nel calendario liturgico luterano e corrisponde alla quarta Domenica di Pasqua.

### Cantate di Johann Sebastian Bach per laDominica Jubilate
Il celebre compositore Johann Sebastian Bach scrisse ben tre cantate sacre per la liturgia luterana da utilizzarsi proprio in occasione della Dominica Jubilate.  Esse presentano un testo di derivazione scritturistica ispirato alle letture della liturgia del giorno dalla Prima lettera di Pietro (1Pt 2, 11-20) e dal Vangelo di Giovanni (Gv 16, 16-23).
- BWV 12, Weinen, Klagen, Sorgen, Zagen (per il 22 Aprile 1714)
- BWV 103, Ihr werdet weinen und heulen, (per il 22 Aprile 1725)
- BWV 146, Wir müssen durch viel Trübsal,  (per il 12 Maggio 1726 o per il 18 Aprile 1728)

### Testi di liturgia contemporanea
- Graduale Triplex, Moines de Solesmes, 1979 p.219
- Graduale Novum de Dominicis et Festis, GÖSCHL, Johannes Berchmans, et alii, 2011 p.191
- Graduale restitutum - gregor-und-taube.de, Anton STINGL, jun.

### Testi medievali
- Bamberg, Staatsbibliothek lit. 6 f. 44v   Bavaricon p. 93
- Bamberg, Staatsbibliothek lit.7 f. 42r   Incipit noté  Bavaricon p. 86
- Benevento, Biblioteca Capitolare 33 f.  89
- Benevento, Biblioteca Capitolare 34 f.  148
- Bruxelles, bibliothèque royale 10127-44 - Mont-Blandin AMS 89
- Cambrai, Bibliothèque municipale 0075 (0076) - St-Vaast d’Arras f. 91r
- Cologny (Genève), Bibliotheca Bodmeriana C 74 - St. Cecilia in Trast. f. 89v
- Einsiedeln, Stiftbibliothek 121 f. 228
- Graz, Universitätsbibliothek 807 f.  111v
- Laon, Bibliothèque municipale 239 f. 118   Facsimilé p. 113
- Montpellier, Bibliothèque de l’Ecole de Médecine H 159 f. 48v     4.p; autre numérotation: 86
- Paris, Bibliothèque nationale de France 776 - Albi f. 77
- Paris, Bibliothèque nationale de France lat. 903 - Saint-Yrieix f. 165
- Paris, Bibliothèque nationale de France lat 9434 - St-Martin de Tours f. 130v
- Paris, Bibliothèque nationale de France lat. 12050 - Ant. Corbie AMS 89
- Paris, Bibliothèque nationale de France lat. 17436 - Compiègne AMS 89
- Paris, Bibliothèque nationale de France lat 18010 - Gr. Corbie f. 27v
- Paris, Bibliothèque Sainte-Geneviève 111 - Senlis AMS 89
- Roma, Biblioteca Angelica 123 - Angelica 123 f.  116v
- Sankt-Gallen, Stiftsbibliothek 339 f. 115   Facsimilé p. 84
- Sankt-Gallen, Stiftsbibliothek 376 p. 210
- Zürich, Zentralbibliothek Rh. 30 - Gr. Rheinau AMS 89